# 계기 교육
계기 교육은 학교 교육과정에 제시되지 않은 특정 주제에 대해 이루어지는 교육이다. 특정 기념일 또는 시사적인 의미를 가진 주제를 다루는 경우가 많다.
추석을 맞아 추석에 대해알려주는 것 등을 선생님이 가르쳐주시는것,삼일절을 맞아 삼일절에 대해 선생님이 수업하는 것, 6.25 전쟁 기념일을 맞이하여 6.25 전쟁에 대해 학생들에게 가르치는 것 등이 대표적인 계기교육이다.

## 같이 보기
- 신문활용교육